# Percy Smythe, 6.º Visconde Strangford
Percy Clinton Sydney Smythe, 6.º Visconde Strangford GCB GCH (31 de agosto de 1780 – 29 de maio de 1855) foi um diplomata irlandês, embaixador do Reino Unido da Grã-Bretanha e Irlanda em Lisboa à época das guerras decorrentes da invasão Napoleônica na Península Ibérica.
Educado em Harrow School, Lorde Strangford graduou-se no Trinity College de Dublin em 1800, iniciando sua carreira diplomática e herdando o título Visconde Strangford no ano seguinte. Tornou-se embaixador do Reino Unido da Grã-Bretanha e Irlanda em Lisboa à época das guerras decorrentes da invasão napoleônica na Península Ibérica. Também foi o embaixador britânico na Suécia, na Turquia e na Rússia.
Lorde Strangford trasladou-se para o Rio de Janeiro acompanhando a maior parte da família real e corte portuguesa, quando estas se refugiaram no Brasil (primeiro passaram mais de um mês na costa nordestina, pois as cidades da Repartição do Sul não tinham vagas suficientes para o nobres, tal como os grandes casarios das elites da Repartição do Norte, bem mais desenvolvida na altura), em 27 de novembro de 1807. Traduziu Rimas de Luís de Camões para o inglês. Em 1825, foi titulado Barão Penshurst, no Pariato do Reino Unido.